# 스로틀
스로틀(throttle)은 유체 흐름이 압축이나 차단에 의해 통제되는 구조를 말한다.
엔진의 힘은 좁은 주입구의 기체(예를 들어 스로틀을 사용함으로써)를 통해 증가되거나 감소할 수 있지만, 보통 감소되지는 않는다. 스로틀이라는 용어는 엔진의 힘이나 속도가 규제되는 구조라는 의미로 비공식적으로 잘못 지칭하는 경우가 있다. 항공 분야에서 말하는 스로틀은 더 정확하게는 추력 레버(thrust lever)라고 하며, 특히 제트 엔진이 항공기에 힘을 실어준다. 증기 기관의 경우 엔진의 속도/힘을 설정하는 증기 밸브는 레귤레이터(regulator)라고 한다.

## 내연기관

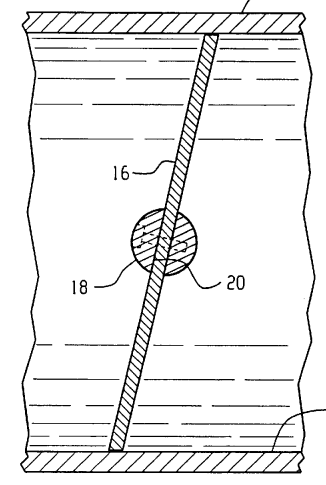
스로틀 밸브의 단면.

휘발유 내연기관에서 연료 분사기나 기화기가 상대적으로 불변하는 연료/공기의 비율을 유지하기 때문에 스로틀은 사이클마다 연소되는 연료+공기의 양을 간접적으로 제어하면서 엔진에 들어가는 공기의 양을 직접 조절하는 밸브라고 할 수 있다.